# Центар за културу и образовање Аранђеловац
| Центар за културу и образовање Аранђеловац | |
|                                            | |
| Оснивач:                                   | Општина Аранђеловац                                                                                          |
| Основан:                                   | 2000. |
| Седиште:                                   | Јосипа Грушовника бр. 1, · Аранђеловац Србија                                                                |
| Веб презентација                           | https://web.archive.org/web/20190302052651/http://www.arandjelovac.rs/javna-preduzeca/centar-za-kulturu.html |
| Контакт:                                   | 034/712 104                                                                                                  |

Центар за културу и образовање Аранђеловац је једна од јавних предузећа Општине Аранђеловац као установа културе и образовања, настала 2000. године спајањем дотадашњих установа Дома омладине, Дома културе у селу Партизани (Даросава) као и Радничког универзитета „Станислав Сремчевић-Црни”. 
Данас, Центар своју делатност обавља у три објекта. У Дворани „Парк” која располаже са 701 седиштем свакодневно се одвијају филмски, позоришни, концертни као и други програми усклађени са наменом објекта и природом делатности установе. У Дому омладине (по потреби и у другим просторима) организују се трибине, етно-програми, Артотеке и слични програми, тачунајући издаваче и промотивне активности.
Центар за образовање, у саставу установе, бави се организовањем течајева и курсева. Најчешћи су течајеви информатике, страних језика и женски фризер. У оквиру, или просторијама, центра одвијају се и друге активности које су усклађене са природом делатности и функцијама установе.